# Eivind Nielsen
Eivind Nielsen (født 18. juni 1864 i Haugesund, død 13. juli 1939 i Oslo) var en norsk maler, tegner og illustrator.
Eivind Nielsen studerede hos Knud Bergsliens kunstskole i 1880 og derefter tre år på Akademie der Bildenden Künste München i Tyskland. Han udførte en del dekorativt arbejde, herunder loftsmalerier i Nationaltheatrets salon i 1899, og bidrog med illustrationer til den norske vittighedsblade og bøger, herunder Elling Holst Norsk Billedbog for børn (1888, 1890 og 1903). Eivind Nielsen var også en lærer på Statens håndverks- og kunstindustriskole i Oslo fra 1890 til 1934 og havde flere elever, der senere blev kendte kunstnere.
Nielsen blev gift med Caroline Brager (født 1864), datter af advokat Jacob Brager i Nordlia i Østre Toten. De tilbragte somrene i Nordlia, og Nielsen malede en masse der, herunder altertavlen i Nordlia kirke. Søn: dirigent Harold Brager-Nielsen.